# The Yellow Shark
The Yellow Shark studijski je album američkog glazbenika Franka Zappe, koji izlazi u studenom 1993.g. Na albumu se nalazi orkestralna glazba koju Zappa izvodi u suradnji s frankfurtskim orkestrom Ensemble Modern. Ovo je zadnji njegov album koji je snimio prije smrti.

## Popis pjesama
1. "Intro"–1:43
2. "Dog Breath Variations"–2:07
3. "Uncle Meat"–3:24
4. "Outrage at Valdez"–3:27
5. "Times Beach II"–7:31
6. "III Revised"–1:45
7. "The Girl in the Magnesium Dress"–4:33
8. "Be-Bop Tango"–3:43
9. "Ruth Is Sleeping"–5:56
10. "None of the Above"–2:17
11. "Pentagon Afternoon"–2:28
12. "Questi Cazzi Di Piccione"–3:03
13. "Times Beach III"–4:26
14. "Food Gathering in Post-Industrial America, 1992"–2:52
15. "Welcome to the United States"–6:39
16. "Pound for a Brown"–2:12
17. "Exercise, No. 4"–1:37
18. "Get Whitey"–7:00
19. "G-Spot Tornado"–5:17

## Izvođači
- Frank Zappa – dirigent, producent, izvođač
- Peter Rundel – dirigent, violina
- Wolfgang Stryi – bas klarinet, tenor saksofon, kontrabas trombon, klarinet
- Todd Yvega – asistencija na sinklaviru
- Herman Kretzschmar – celeste, harpsichord, glas, pianino
- Uwe Dierksen – trombon
- Friedemann Dahn – violončelo
- Thomas Fichter- kontrabas
- William Formann – kornet, tuba, pikolo truba, truba
- Rumi Ogawa-Helferich – cimbalo, udaraljke
- Franck Ollu – rog
- Jürgen Ruck – bendžo, gitara
- Claudia Sack – violina
- Veit Scholz – fagot, kontra fagot
- Hilary Sturt – glas, violina
- Michael Svoboda – euphonium, Didžeridu, alphorn, trombon
- Mathias Tacke – violina
- Detlef Tewes – mandolina
- Ellen Wegner – harfa
- Ueli Wiget – Violončelo, harfa, pianino
- Andreas Bottger – udaraljke
- Ensemble Modern – glavni izvođač
- Daryl Smith – tuba
- Dietmar Wiesner – flauta
- Michael Gross – kornet, rog, pikolo truba, truba

## Produkcija
- Spencer Chrislu – projekcija, mix
- Harry Andronis – projekcija
- Brian Johnson – direktor slike, dizajn
- Hans Jörg Michel – fotografija
- Henning Lobner – fotografija
- Dave Dondorf – projekcija, koordinacija
- Jesse Di Franco – direktor slike, dizajn
- Ali N. Askin – aranžer
- Fritz Brinckmann – fotografija